# Okome församling
Okome församling är en församling i Falkenbergs pastorat i Varbergs och Falkenbergs kontrakt i Göteborgs stift. Församlingen ligger i Falkenbergs kommun i Hallands län.

## Administrativ historik
Församlingen har medeltida ursprung och omnämns tidigast år 1177.
Församlingen var till 1962 moderförsamling i pastoratet Okome, Köinge och Svartrå. Från 1962 till 2006 var den annexförsamling i pastoratet Vessige, Askome, Alfshög, Okome , Svartrå och Köinge. År 2006 införlivades i församlingen Köinge församling och Svartrå församling samtidigt som de tre andra församlingarna samlades i Vessige församling och församlingen var därefter till 2017 annexförsamling i pastoratet Vessige och Okome. Församlingen ingår sedan 2017 i Falkenbergs pastorat.

## Kyrkor

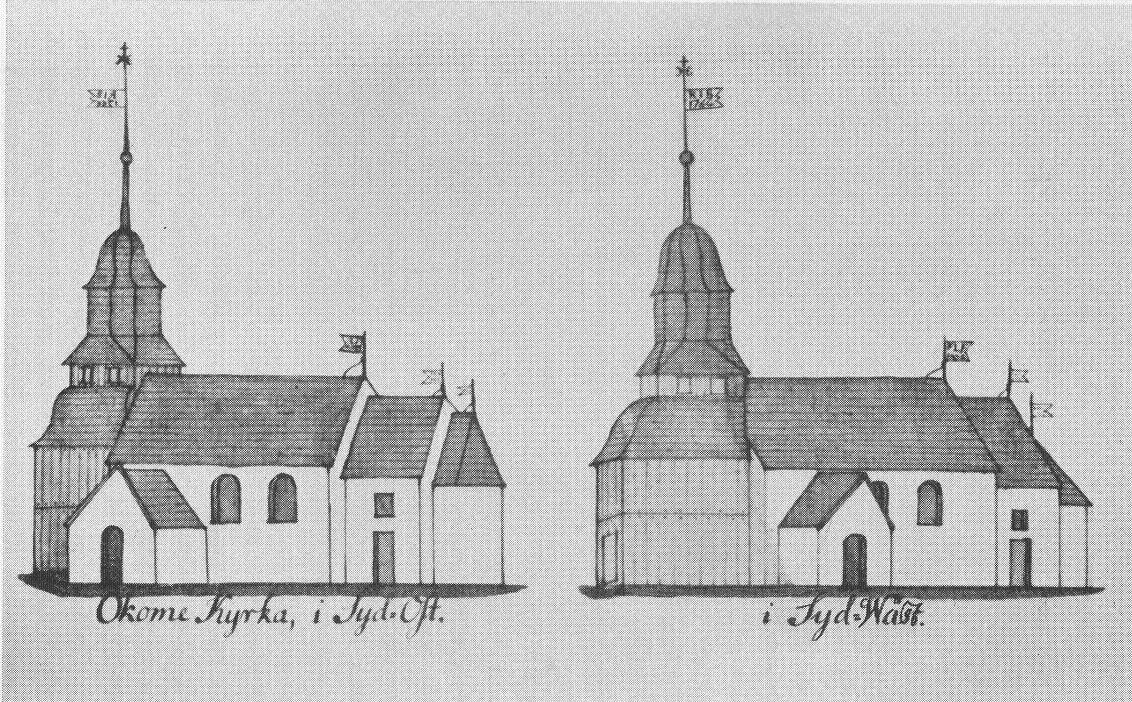
Okome gamla kyrka vid slutet av 1700-talet, efter teckning av prosten A.P. Widberg

- Köinge kyrka
- Okome kyrka.
- Svartrå kyrka

## Series pastorum

### Kyrkoherdar
Kyrkoherdeboställe var Prästgården i Okome by.
- Hans, omnämnd 1447[7]
- Jørgen, omnämnd 1528
- Andreas Matthiæ, utnämnd 1572
- Laurentius Abrahami Lund, omnämnd 1624 – 1651
- Marcus Theodori Lubinus , omnämnd 1659 – 1677
- Petrus Suenonius Revigius, utnämnd 1677 (blev kyrkoherde i Morup)
- Jens Pedersen Falchovius , 1677 – 1691
- Johannes Erici Ahlström, 1691 – 1703
- Otto Rasmusson Nordtman, 1703 – 1707
- Lars Ottonis Nordtman, 1707 – 1727
- Lars S. Ahlman[8], 1728 – 1746
- Reinhold Johan Barck, 1748 – 1771
- Johan Lindman[9], 1772 – 1796
- Anders Petersson Widberg, 1797 – 1825
- Johan Christian Billingdahl, 1826 – 1848
- Johan Carlsson, 1849 – 1884
- Emanuel Högrelius, 1884 – 1915 (tidigare komminister här, se nedan)
- Georg Weibull, 1917 – 1932
- Orvar Nelson, 1933 – 1961 (blev komminister här, se nedan)

Den 1 januari 1962 drogs tjänsten in i och med att Okome församling övergick från att vara moderförsamling till att bli annexförsamling i Vessige pastorat

### Komminstrar
Komministerboställe var fram till 1930-talet Prästgården i Magård och från och med 1962 i Prästgården i Okome by.
- Georgius Lindbergh, omnämnd 1694
- Magnus Hallenstedt, omnämnd under 1720-talet (blev kyrkoherde i Vallda)
- Magnus Andreæ Roselius, 1728 – 1733 (blev kyrkoherde i Hunnestad)
- Hans J. Nordtman, 1733 – 1744
- Nils Grimbeck, 1745 – 1767 (blev kyrkoherde i Breared)
- Johan Elfvensten, 1767 – 1808
- Paul Frans Drantz[10], 1808 – 1828
- Sven Comstedt, 1829 – 1862 (blev kyrkoherde i Landvetter)
- Sven August Olsson, 1862 – 1866 (blev komminister i Sexdrega)
- Lars Ysander, 1866 – 1869 (blev kyrkoherde i Drängsered)
- Emanuel Högrelius, 1870 - 1887 (blev kyrkoherde här, se ovan)
- Reinhold Cervin[11], 1888 - 1896 (blev kyrkoherde i Halmstad)
- Gustaf Wetterberg, 1896 - 1932
- Gustaf Albert Gustafsson, 1933 - 1936 (blev kyrkoadjunkt i Gamlestads församling)
- Sven Björck, (vikarie) 1936 - 1942 (blev kyrkoadjunkt här, se nedan)

Åren 1936 - 1942 uppehölls tjänsten med vikarie för att år 1942 formellt ändras till kyrkoadjunktur, men återupptogs 1962 i och med att Okome blev en del av Vessige pastorat
- Orvar Nelson, 1962 (tidigare kyrkoherde här, se ovan)
- Karl-Wilhelm Hagman, 1962 - 1967 (blev kyrkoherde i Hunnestad)
- Erik Gislén[12], 1967 - 1999
- Tord Mårtensson, 1999 - 2010 (blev kyrkoherde i Skatelöv)

### Kyrkoadjunkter
Kyrkoadjunkterna var med något undantag bosatta i Köinge socken.
- Sven Björck, 1942 - 1945 (tidigare vikarierande komminister här, se ovan)
- Hans Siverbo, 1945 - 1953 (blev kyrkoherde i Skee)
- Gotthard Samdell, 1953 - 1954 (blev komminister i Månstad)
- Gerhard Jansson, 1954 - 1958 (blev kyrkoadjunkt i Kville)
- Henrik Nelson[13], 1960 - (blev komminister i Ödeborg)

Tjänsten drogs in under mitten av 1960-talet.

### Fotnoter
1. ↑  Nationell Arkivdatabas Referenskod: SE/138207000, läst: 27 juli 2018.[källa från Wikidata]
2. ↑  Stift, kontrakt och pastorat i nummerordning med ingående församlingar 2020-01-01, SCB, läs online.[källa från Wikidata]
3. 1 2  Medlemmar i Svenska kyrkan i förhållande till folkmängd den 31.12.2019 per församling, kommun och län samt riket, Svenska kyrkan, läs online.[källa från Wikidata]
4. ↑  ”Förteckning (Sveriges församlingar genom tiderna)”. Skatteverket. 1989. http://www.skatteverket.se/privat/folkbokforing/omfolkbokforing/folkbokforingigaridag/sverigesforsamlingargenomtiderna/forteckning.4.18e1b10334ebe8bc80003999.html. Läst 17 december 2013.
5. ↑  ”Församlingar”. Statistiska centralbyrån. https://www.scb.se/hitta-statistik/regional-statistik-och-kartor/regionala-indelningar/forsamlingar/. Läst 30 december 2022.
6. ↑  ”Kyrkliga indelningar”. Statistiska centralbyrån. https://www.scb.se/hitta-statistik/regional-statistik-och-kartor/regionala-indelningar/kyrkliga-indelningar/. Läst 31 december 2022.
7. ↑  ”Registerkort: Hans Sognepræst i Okeem (13/6 1447)”. Institutet för språk och folkminnen. http://www4.sprakochfolkminnen.se/NAU/bilder/_s2nx001/208116c1/p1/0000021a.pdf. Läst 2015-04-14).
8. ↑  Kyrkoherde Ahlman var far till politikern och vice presidenten i Vasa hovrätt Per Zacharias Ahlman
9. ↑  Kyrkoherde Lindmans son Salomon L. (1779-1834) blev farfar till statsministern Arvid Lindman
10. ↑  Komminister Drantz var svärfar till den beryktade förfalskaren Petter Stenberg
11. ↑  Reinhold Cervin var far till olympiske guldmedaljören i gymnastik Andreas Cervin
12. ↑  Erik Gislén är son till professorn i Zoologi Torsten Gislén
13. ↑  Henrik Nelson var son till teologie hedersdoktorn och författaren Gösta Nelson vilken i sin tur var bror till kyrkoherden Orvar Nelson (se ovan)